# Trotogonia agelaea
Trotogonia agelaea är en fjärilsart som beskrevs av Louis Beethoven Prout 1934. Trotogonia agelaea ingår i släktet Trotogonia och familjen mätare. Inga underarter finns listade i Catalogue of Life.